# Coppa panamericana maschile di pallavolo 2015
La Coppa panamericana maschile di pallavolo 2015 si è svolta dal 12 al 17 agosto 2015 a Reno, negli Stati Uniti d'America: al torneo hanno partecipato otto squadre nazionali tra nordamericane e sudamericane e la vittoria finale è andata per la terza volta al Brasile.

## Impianti
|                                                                      |  |  |
|                                                                      |  |  |
| Reno Events Center Città: Reno Capienza: 7 000 Anno d'apertura: 2005 |  |  |

## Regolamento

### Formula
Le squadre hanno disputato una prima fase a gironi con formula del girone all'italiana; al termine della prima fase:
- Le prime tre classificate di ogni girone hanno acceduto alla fase finale per il primo posto, strutturata in quarti di finale, a cui hanno partecipato solo le seconde e le terze classificate, semifinali, finale per il terzo posto e finale.
- L'ultima classificata di ogni girone e le due eliminate ai quarti di finale della fase finale per il primo posto hanno acceduto alla fase finale per il quinto posto, strutturata in semifinali, finale per il settimo posto e finale per il quinto posto.

### Criteri di classifica
Se il risultato finale è stato di 3-0 sono stati assegnati 5 punti alla squadra vincente e 0 a quella sconfitta, se il risultato finale è stato di 3-1 sono stati assegnati 4 punti alla squadra vincente e 1 a quella sconfitta, se il risultato finale è stato di 3-2 sono stati assegnati 3 punti alla squadra vincente e 2 a quella sconfitta.
L'ordine del posizionamento in classifica è stato definito in base a:
- Numero di partite vinte;
- Punti;
- Rapporto dei set vinti/persi;
- Rapporto dei punti realizzati/subiti;
- Risultati degli scontri diretti.

## Squadre partecipanti
| Squadra         | Qualificazione      | Ultima partecipazione |
| --------------- | ------------------- | --------------------- |
| Argentina       | -                   | Messico 2014          |
| Brasile         | -                   | Messico 2013          |
| Canada          | -                   | Messico 2014          |
| Messico         | -                   | Messico 2014          |
| Porto Rico      | -                   | Messico 2014          |
| Rep. Dominicana | -                   | Messico 2014          |
| Stati Uniti     | Paese organizzatore | Messico 2014          |
| Venezuela       | -                   | Messico 2014          |

## Torneo

### Fase a gironi
| Girone A        | Girone B    |
| --------------- | ----------- |
| Brasile         | Argentina   |
| Canada          | Messico     |
| Porto Rico      | Stati Uniti |
| Rep. Dominicana | Venezuela   |

#### Girone A

##### Risultati
| 12 agosto 2015 Reno Events Center, Reno Durata: 1h:16 - Spettatori: 150 | Brasile         | 3 - 0 | Rep. Dominicana | 25-19, 25-21, 25-22               |
| 12 agosto 2015 Reno Events Center, Reno Durata: 1h:18 - Spettatori: 200 | Canada          | 3 - 0 | Porto Rico      | 25-20, 25-21, 25-19               |
| 13 agosto 2015 Reno Events Center, Reno Durata: 2h:07 - Spettatori: 150 | Canada          | 3 - 2 | Rep. Dominicana | 25-18, 25-21, 27-29, 17-25, 15-13 |
| 13 agosto 2015 Reno Events Center, Reno Durata: 1h:16 - Spettatori: 250 | Porto Rico      | 0 - 3 | Brasile         | 22-25, 22-25, 14-25               |
| 14 agosto 2015 Reno Events Center, Reno Durata: 1h:18 - Spettatori: 50  | Rep. Dominicana | 3 - 0 | Porto Rico      | 25-22, 25-22, 25-19               |
| 14 agosto 2015 Reno Events Center, Reno Durata: 1h:17 - Spettatori: 175 | Brasile         | 3 - 0 | Canada          | 25-17, 25-19, 25-23               |

##### Classifica
| Pos | Squadra         | Pt | G | V | P | SV | SP | Ratio | PF  | PS  | Ratio |
| --- | --------------- | -- | - | - | - | -- | -- | ----- | --- | --- | ----- |
| 1   | Brasile         | 15 | 3 | 3 | 0 | 9  | 0  | MAX   | 225 | 179 | 1.257 |
| 2   | Canada          | 8  | 3 | 2 | 1 | 6  | 5  | 1.200 | 243 | 241 | 1.108 |
| 3   | Rep. Dominicana | 7  | 3 | 1 | 2 | 5  | 6  | 0.833 | 243 | 247 | 0.984 |
| 4   | Porto Rico      | 0  | 3 | 0 | 3 | 0  | 9  | 0.000 | 181 | 225 | 0.804 |

#### Girone B

##### Risultati
| 12 agosto 2015 Reno Events Center, Reno Durata: 1h:30 - Spettatori: 150 | Argentina   | 3 - 1 | Messico   | 25-22, 25-18, 20-25, 25-15 |
| 12 agosto 2015 Reno Events Center, Reno Durata: 1h:40 - Spettatori: 250 | Stati Uniti | 1 - 3 | Venezuela | 25-20, 21-25, 23-25, 18-25 |
| 13 agosto 2015 Reno Events Center, Reno Durata: 1h:17 - Spettatori: 250 | Venezuela   | 0 - 3 | Argentina | 23-25, 21-25, 21-25        |
| 13 agosto 2015 Reno Events Center, Reno Durata: 1h:28 - Spettatori: 375 | Stati Uniti | 3 - 0 | Messico   | 30-28, 25-22, 27-25        |
| 14 agosto 2015 Reno Events Center, Reno Durata: 1h:27 - Spettatori: 95  | Messico     | 1 - 3 | Venezuela | 15-25, 25-20, 20-25, 17-25 |
| 14 agosto 2015 Reno Events Center, Reno Durata: 1h:53 - Spettatori: 275 | Stati Uniti | 1 - 3 | Argentina | 21-25, 22-25, 26-24, 23-25 |

##### Classifica
| Pos | Squadra     | Pt | G | V | P | SV | SP | Ratio | PF  | PS  | Ratio |
| --- | ----------- | -- | - | - | - | -- | -- | ----- | --- | --- | ----- |
| 1   | Argentina   | 13 | 3 | 3 | 0 | 9  | 2  | 4.500 | 269 | 237 | 1.135 |
| 2   | Venezuela   | 8  | 3 | 2 | 1 | 6  | 5  | 1.200 | 255 | 239 | 1.067 |
| 3   | Stati Uniti | 7  | 3 | 1 | 2 | 5  | 6  | 0.833 | 261 | 269 | 0.970 |
| 4   | Messico     | 2  | 3 | 0 | 3 | 2  | 9  | 0.222 | 232 | 272 | 0.853 |

### Finali 1º e 3º posto
|  | Quarti          | Quarti    |           |           | Semifinali         | Semifinali         |  |  | Finale 1º/2º posto | Finale 1º/2º posto |
|  |                 |           |           |           |                    |                    |  |  |                    |                    |
|  |                 |           |           |           |                    |                    |  |  |                    |                    |
|  |                 |           |           |           |                    |                    |  |  |                    |                    |
|  | -               | -         |           |           |                    |                    |  |  |                    |                    |
|  | -               | -         |           |           |                    |                    |  |  |                    |                    |
|  | -               | -         |           |           |                    |                    |  |  |                    |                    |
|  | -               | -         | Argentina | 3         |                    |                    |  |  |                    |                    |
|  |                 |           | Argentina | 3         |                    |                    |  |  |                    |                    |
|  |                 | Canada    | 1         |           |                    |                    |  |  |                    |                    |
|  | Canada          | Canada    | 1         | 3         |                    |                    |  |  |                    |                    |
|  | Canada          |           |           | 3         |                    |                    |  |  |                    |                    |
|  | Stati Uniti     | 2         |           |           |                    |                    |  |  |                    |                    |
|  | Stati Uniti     | 2         | Argentina | 1         |                    |                    |  |  |                    |                    |
|  |                 |           | Argentina | 1         |                    |                    |  |  |                    |                    |
|  |                 | Brasile   | 3         |           |                    |                    |  |  |                    |                    |
|  | -               | Brasile   | 3         | -         |                    |                    |  |  |                    |                    |
|  | -               |           |           | -         |                    |                    |  |  |                    |                    |
|  | -               | -         |           |           |                    |                    |  |  |                    |                    |
|  | -               | -         | Brasile   | 3         | Finale 3º/4º posto | Finale 3º/4º posto |  |  |                    |                    |
|  |                 |           | Brasile   | 3         | Finale 3º/4º posto | Finale 3º/4º posto |  |  |                    |                    |
|  |                 | Venezuela | 0         |           |                    |                    |  |  |                    |                    |
|  | Venezuela       | Venezuela | 0         | 3         | Canada             | 2                  |  |  |                    |                    |
|  | Venezuela       |           |           | 3         | Canada             | 2                  |  |  |                    |                    |
|  | Rep. Dominicana | 0         |           | Venezuela | 3                  |                    |  |  |                    |                    |
|  | Rep. Dominicana | 0         |           |           | 3                  |                    |  |  |                    |                    |
|  |                 |           |           |           |                    |                    |  |  |                    |                    |
|  |                 |           |           |           |                    |                    |  |  |                    |                    |

#### Quarti di finale
| 15 agosto 2015 Reno Events Center, Reno Durata: 1h:12 - Spettatori: 500 | Canada    | 3 - 2 | Stati Uniti     | 27-29, 25-18, 25-21, 20-25, 19-17 |
| 15 agosto 2015 Reno Events Center, Reno Durata: 2h:12 - Spettatori: 172 | Venezuela | 3 - 0 | Rep. Dominicana | 25-23, 25-17, 25-20               |

#### Semifinali
| 16 agosto 2015 Reno Events Center, Reno Durata: 1h:45 - Spettatori: 200 | Argentina | 3 - 1 | Canada    | 25-19, 25-22, 23-25, 25-21 |
| 16 agosto 2015 Reno Events Center, Reno Durata: 1h:19 - Spettatori: 150 | Brasile   | 3 - 0 | Venezuela | 28-26, 25-18, 25-20        |

#### Finale 3º posto
| 17 agosto 2015 Reno Events Center, Reno Durata: 1h:56 - Spettatori: 200 | Canada | 2 - 3 | Venezuela | 22-25, 25-18, 23-25, 25-17, 17-19 |

#### Finale
| 17 agosto 2015 Reno Events Center, Reno Durata: 1h:53 - Spettatori: 350 | Argentina | 1 - 3 | Brasile | 25-22, 33-35, 17-25, 21-25 |

### Finali 5º e 7º posto
|  | Semifinali      | Semifinali      | Semifinali  |             |         | Finale 5º/6º posto | Finale 5º/6º posto | Finale 5º/6º posto |  |
|  |                 |                 |             |             |         |                    |                    |                    |  |
|  | Messico         | Messico         | 3           |             |         |                    |                    |                    |  |
|  | Messico         | Messico         | 3           |             |         |                    |                    |                    |  |
|  | Rep. Dominicana | Rep. Dominicana | 0           |             |         |                    |                    |                    |  |
|  | Rep. Dominicana | Rep. Dominicana | 0           |             | Messico | Messico            | 3                  |                    |  |
|  |                 |                 |             |             | Messico | Messico            | 3                  |                    |  |
|  |                 |                 | Stati Uniti | Stati Uniti | 0       |                    |                    |                    |  |
|  | Porto Rico      | Porto Rico      | Stati Uniti | Stati Uniti | 0       | 2                  |                    |                    |  |
|  | Porto Rico      | Porto Rico      |             |             |         | 2                  |                    |                    |  |
|  | Stati Uniti     | Stati Uniti     | 3           |             |         | Finale 7º/8º posto | Finale 7º/8º posto | Finale 7º/8º posto |  |
|  | Stati Uniti     | Stati Uniti     | 3           |             |         |                    |                    |                    |  |
|  |                 |                 |             |             |         |                    |                    |                    |  |
|  |                 |                 |             |             |         | Rep. Dominicana    | Rep. Dominicana    | 2                  |  |
|  |                 |                 |             |             |         | Rep. Dominicana    | Rep. Dominicana    | 2                  |  |
|  |                 |                 |             |             |         | Porto Rico         | Porto Rico         | 3                  |  |

#### Semifinali
| 16 agosto 2015 Reno Events Center, Reno Durata: 1h:13 - Spettatori: 180 | Messico    | 3 - 0 | Rep. Dominicana | 25-16, 25-19, 25-23              |
| 16 agosto 2015 Reno Events Center, Reno Durata: 1h:58 - Spettatori: 400 | Porto Rico | 2 - 3 | Stati Uniti     | 21-25, 15-25, 25-22, 30-28, 9-15 |

#### Finale 7º posto
| 17 agosto 2015 Reno Events Center, Reno Durata: 1h:56 - Spettatori: 100 | Rep. Dominicana | 2 - 3 | Porto Rico | 25-17, 25-22, 17-25, 23-25, 11-15 |

#### Finale 5º posto
| 17 agosto 2015 Reno Events Center, Reno Durata: 1h:10 - Spettatori: 225 | Messico | 3 - 0 | Stati Uniti | 25-23, 25-20, 25-23 |

## Podio

### Campione
Formazione: 1 A. de Souza, 2 da Silva, 3 Kock, 4 de Carvalho, 5 dos Santos, 6 Barreto, 7 Kreling, 8 Batagim, 9 Ferreira, 10 Gualberto, 11 Veloso, 12 D. de Souza, CT: Roberley

### Secondo posto
Formazione: 2 Vaca, 3 Chirivino, 5 Villarruel, 7 Zanotti, 8 González, 12 Martina, 13 Franetovich, 14 Luengas, 15 Imhoff, 16 Nielson, 17 F. López, 18 Scarpin, 20 Guzmán, 24 Santucci, CT: M. López

### Terzo posto
Formazione: 1 Viloria, 2 Barreto, 3 F. González, 4 Mata, 5 Rodríguez, 7 E. González, 9 Carrasco, 10 Piñerúa, 12 Meleán, 14 Montoya, 18 Quijada, 19 Rivas, 20 García, 23 Márquez, CT: Nacci

## Classifica finale
| Pos | Squadra         |
| --- | --------------- |
|     | Brasile         |
|     | Argentina       |
|     | Venezuela       |
| 4   | Canada          |
| 5   | Messico         |
| 6   | Stati Uniti     |
| 7   | Porto Rico      |
| 8   | Rep. Dominicana |

## Premi individuali
| Premio                | Nome                | Squadra         |
| --------------------- | ------------------- | --------------- |
| MVP                   | Alan de Souza       | Brasile         |
| Miglior realizzatore  | Luis Adames         | Rep. Dominicana |
| Miglior servizio      | Casey Schouten      | Canada          |
| Miglior difesa        | Facundo Santuacci   | Argentina       |
| Miglior ricevitore    | Rogério de Carvalho | Brasile         |
| Miglior palleggiatore | Demián González     | Argentina       |
| Miglior opposto       | Casey Schouten      | Canada          |
| Miglior schiacciatore | Stephen Maar        | Canada          |
| Miglior schiacciatore | Willner Rivas       | Venezuela       |
| Miglior centrale      | Flávio Gualberto    | Brasile         |
| Miglior centrale      | Mario Frías         | Rep. Dominicana |
| Miglior libero        | Jesús Rangel        | Messico         |